# Profecía autocumplida
Una profecía autocumplida, autorrealizada o, mejor, autorrealizable es una predicción que, una vez hecha, es en sí misma la causa de que se haga realidad.
Se pueden encontrar ejemplos de profecías que se autorrealizan en la literatura universal, ya en la antigua Grecia y en la antigua India, pero es en el siglo XX cuando la expresión es acuñada por el sociólogo Robert K. Merton, quien formalizó su estructura y sus consecuencias. En su libro Teoría social y estructura social, Merton da la siguiente definición:

La profecía que se autorrealiza es, al principio, una definición «falsa» de la situación, que despierta un nuevo comportamiento que hace que la falsa concepción original de la situación se vuelva «verdadera».

## Historia
El concepto de Robert K. Merton de profecía que se autorrealiza deriva del teorema de Thomas, que dice:

if men define situations as real, they are real in their consequences.
si una situación es definida como real, esa situación tiene efectos reales.

En otras palabras, la gente no reacciona simplemente a cómo son las situaciones, sino también, y a menudo principalmente, a la manera en que perciben tales situaciones, y al significado que les dan a éstas. Por tanto, su comportamiento está determinado en parte por su percepción y el significado que atribuyen a las situaciones en las que se encuentran, no solo por las propias situaciones. Una vez que una persona se convence de que una situación tiene cierto significado, y al margen de que realmente lo tenga o no, adecuará su conducta a esa percepción, con consecuencias en el mundo real.

## Ejemplos
En la novela Traficantes de dinero de Arthur Hailey, se da un caso paradigmático de profecía autocumplida. Una campaña de activismo cívico para presionar a un banco comienza con los rumores (no necesariamente verídicos) de que ese banco está próximo a quebrar. La gente se dirige en masa a retirar sus depósitos alarmada por el rumor, de modo que el banco, por estos retiros masivos de efectivo, comienza a acercarse de verdad a la quiebra profetizada por aquel rumor.
Otro ejemplo claro es el referido en el libro Crítica de la pasión pura, de Jorge Majfud, donde se narra el caso de un líder africano cuyo hermano murió en un accidente de tráfico:

Cuando era más joven, una bruja había predicho que él o bien su hermano iban a morir pronto. Antes de un  mes, N. cayó enfermo y poco después su hermano tuvo un accidente automovilístico. Y murió. Cuando terminó su historia, N. me miró como un profesor que acaba de demostrar un teorema y mira a su alumno tratando de ver si ha comprendido. Con mi expresión más occidental, dije: «Bueno, ¿y dónde está la prueba?». Alguien que estaba a mi lado suspiró molesto; no era posible que alguien tuviese tantas dificultades para entender una prueba irrefutable. «Yo no veo la prueba -insistí-; lo único que veo es un crimen inducido». Creo que mis amigos optaron por cambiar de tema cuando notaron que los puntos de vista se habían radicalizado demasiado. Pero veámoslo desde un punto de vista psicológico, que si no es el mejor tampoco ha de ser peor que la interpretación mágica. Consideremos que, después de la revelación, tanto N. como su hermano debieron quedar muy perturbados; sobre todo porque ambos eran africanos de pura ley y muy susceptibles ante las palabras de una adivina con fama. La enfermedad de N. debió golpear directamente a su hermano, ya que eso indicaba quién sería el mortal aludido. ¿No es éste el mejor estado psicológico para que se produzca un accidente, real o involuntario?

## Nota gramatical
Profecía autocumplida se ha convertido en una traducción bastante común de la expresión inglesa self-fulfilling prophecy. Pero hay que prestar atención a un detalle gramatical que se pasa fácilmente por alto y que contribuye a la correcta comprensión del concepto: fulfilling es un participio presente activo, no participio pasivo como sería fulfilled. Así pues, no se trata en principio de una profecía cumplida (que se ha cumplido o realizado) sino de una profecía que se autorrealiza, como se ha indicado más arriba, o que se autocumple. En inglés, la forma verbal acabada en -ing sirve como gerundio y también como participio presente activo, y de una manera muy productiva: se puede formar a partir de cualquier verbo. En español, tenemos la terminación -ante, -(i)ente que permite formar palabras a partir de algunos verbos, como amante (de amar), asistente (de asistir), caminante (de caminar), sirviente (de servir), etc., algunas de las cuales se usan como adjetivo, otras como nombre, pero no existe 'cumpliente' ni 'autocumpliente', que sería una traducción más precisa. No obstante, también contamos con la terminación -able, -ible que puede adosarse al verbo en algunos casos para formar el correspondiente adjetivo indicador de su posibilidad de realización, como aceptable (de aceptar), accesible (de acceder), decidible (de decidir), etc. Por lo que profecía autorrealizable resulta una mejor traducción de self-fulfilling prophecy; mientras que convendría dejar la expresión "profecía autocumplida", quizás más común en estos momentos, en referencia a casos analizados a posteriori, cuando la profecía ya se ha cumpllido.